# Ptolemej IX. Soter
Ptolemej IX. Soter II. (grč. Πτολεμαῖος Σωτήρ), zvan Latir (grč. Λάθυρος) (o. 140. pr. Kr. - 81. pr. Kr.), kralj helenističkog Egipta iz makedonske dinastije Ptolemejevića. Vladao je Egiptom u više navrata (116. – 110., 109. – 107. i 88. – 81. pr. Kr.), najčešće zajedno s majkom Kleopatrom III.

## Vanjske poveznice
- Ptolemy IX Soter II - Britannica Online (engl.)
- Ptolemy IX Soter - livius.org (engl.)
- Egypt: Rulers, Kings and Pharaohs of Ancient Egypt: Cleopatra III & Ptolemy IX Soter II (Lathyros) - touregypt.net (engl.)

| Prethodnik:            | Egipatski faraoni (Ptolemejevići) | Nasljednik:                              |
| Ptolemej VIII. Euerget | Egipatski faraoni (Ptolemejevići) | Ptolemej X. Aleksanadar i Kleopatra III. |